# 新中小國信號場

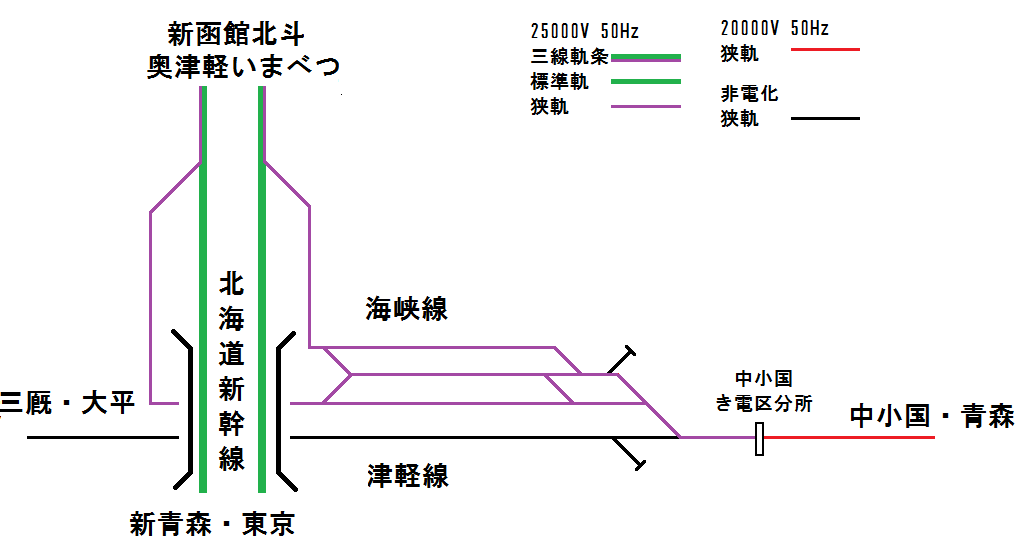
現在新中小國信號場內的路線配置示意圖。

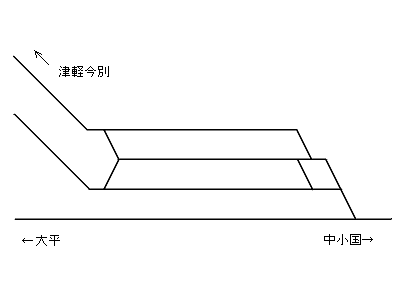
新中小國信號場內的路線配置示意圖。

新中小國信號場 （日语：／ Shin-nakaoguni shingōjō */?）是一由東日本旅客鐵道（JR東日本）與北海道旅客鐵道（JR北海道）所共同使用的號誌站，位於日本青森縣東津輕郡外濱町（外ヶ浜町），是JR東日本津輕線與JR北海道海峽線以及北海道新幹線的實際分岔位置。所屬路線上新中小國信號場被劃分為海峽線的一部份，由JR北海道旗下的木古內機務段青函隧道工務所今別管理室（木古内ブロック青函トンネル工務所今別管理室）負責管理。
新中小國信號場是津輕線與海峽線的設施分界點，與JR東日本及JR北海道兩家公司的界線，但在與鐵路車資相關的營業里程計算方面，還是以附近的中小國車站（屬JR東日本管轄）作為名義上的分界車站。
2019年（平成31年）4月29日，本號誌站與三廄車站間的津輕線路段啟用调度集中系统（CTC）。

## 相鄰車站
北海道旅客鐵道（JR北海道）
 北海道新幹線
新青森－（新中小國信號場）－奧津輕今別
■海峽線
中小國－（新中小國信號場）－（奧津輕今別（只限待避設備））
東日本旅客鐵道（JR東日本）
■津輕線
中小國－（新中小國信號場）－大平